# Општина Косолеакаке (Веракруз)
Косолеакаке (шп. Cosoleacaque) општина је у Мексику у савезној држави Веракруз. Општина се налази на надморској висини од 48 м.

## Становништво
Према подацима из 2010. у општини је живело 117725 становника.

### Хронологија
| Година       | 2000                  | 2005                   | 2010                   |
| ------------ | --------------------- | ---------------------- | ---------------------- |
| Становништво | 97437 (47217 / 50220) | 104970 (50501 / 54469) | 117725 (56945 / 60780) |

### Попис
| \| \| м \| \| \| ж \| \| 0—2 \| 3.047 \| \| \| 2.922 \| \| 3—5 \| 3.099 \| \| \| 2.986 \| \| 6—11 \| 6.564 \| \| \| 6.329 \| \| 12—14 \| 3.373 \| \| \| 3.298 \| \| 15—17 \| 3.608 \| \| \| 3.543 \| \| 18—24 \| 7.584 \| \| \| 8.149 \| \| 60+ \| 4.244 \| \| \| 4.460 \| \| Просек : \| 29,1 \| \| \| 30,1 \| |       |  |  |       |
| |       |  |  |       |
| | м     |  |  | ж     |
| 0—2 | 3.047 |  |  | 2.922 |
| 3—5 | 3.099 |  |  | 2.986 |
| 6—11 | 6.564 |  |  | 6.329 |
| 12—14 | 3.373 |  |  | 3.298 |
| 15—17 | 3.608 |  |  | 3.543 |
| 18—24 | 7.584 |  |  | 8.149 |
| 60+ | 4.244 |  |  | 4.460 |
| Просек : | 29,1  |  |  | 30,1  |

| #   | Индикатор                                                                                        | Вредност |
| --- | ------------------------------------------------------------------------------------------------ | -------- |
| 1   | Становништво од 0 до 2 године                                                                    | 5969     |
| 2   | Мушко становништво од 0 до 2 године                                                              | 3047     |
| 3   | Женско становништво од 0 до 2 године                                                             | 2922     |
| 4   | Становништво са 3 и више година                                                                  | 110145   |
| 5   | Мушко становништво са 3 и више година                                                            | 53092    |
| 6   | Женско становништво са 3 и више година                                                           | 57053    |
| 7   | Становништво са 5 и више година                                                                  | 106139   |
| 8   | Мушко становништво са 5 и више година                                                            | 51055    |
| 9   | Женско становништво са 5 и више година                                                           | 55084    |
| 10  | Становништво са 12 и више година                                                                 | 91167    |
| 11  | Мушко становништво са 12 и више година                                                           | 43429    |
| 12  | Женско становништво са 12 и више година                                                          | 47738    |
| 13  | Становништво са 15 и више година                                                                 | 84496    |
| 14  | Мушко становништво са 15 и више година                                                           | 40056    |
| 15  | Женско становништво са 15 и више година                                                          | 44440    |
| 16  | Становништво са 18 и више година                                                                 | 77345    |
| 17  | Мушко становништво са 18 и више година                                                           | 36448    |
| 18  | Женско становништво са 18 и више година                                                          | 40897    |
| 19  | Становништво од 3 до 5 година                                                                    | 6085     |
| 20  | Мушко становништво од 3 до 5 година                                                              | 3099     |
| 21  | Женско становништво од 3 до 5 година                                                             | 2986     |
| 22  | Становништво од 6 до 11 година                                                                   | 12893    |
| 23  | Мушко становништво од 6 до 11 година                                                             | 6564     |
| 24  | Женско становништво од 6 до 11 година                                                            | 6329     |
| 25  | Становништво од 8 до 14 година                                                                   | 15303    |
| 26  | Мушко становништво од 8 до 14 година                                                             | 7776     |
| 27  | Женско становништво од 8 до 14 година                                                            | 7527     |
| 28  | Становништво од 12 до 14 година                                                                  | 6671     |
| 29  | Мушко становништво од 12 до 14 година                                                            | 3373     |
| 30  | Женско становништво од 12 до 14 година                                                           | 3298     |
| 31  | Становништво од 15 до 17 година                                                                  | 7151     |
| 32  | Мушко становништво од 15 до 17 година                                                            | 3608     |
| 33  | Женско становништво од 15 до 17 година                                                           | 3543     |
| 34  | Становништво од 18 до 24 године                                                                  | 15733    |
| 35  | Мушко становништво од 18 до 24 године                                                            | 7584     |
| 36  | Женско становништво од 18 до 24 године                                                           | 8149     |
| 37  | Женско становништво од 15 до 49 година                                                           | 34861    |
| 38  | Становништво са 60 и више година                                                                 | 8704     |
| 39  | Мушко становништво са 60 и више година                                                           | 4244     |
| 40  | Женско становништво са 60 и више година                                                          | 4460     |
| 41  | Однос између мушкараца и жена                                                                    | 93.69    |
| 42  | Становништво од нуле до 14 година                                                                | 31618    |
| 43  | Становништво од 15 до 64 године                                                                  | 78804    |
| 44  | Становништво од 65 година и више                                                                 | 5692     |
| 45  | Просечан број деце                                                                               | 2.12     |
| 46  | Становништво рођено у ентитету                                                                   | 101705   |
| 47  | Мушко становништво рођено у ентитету                                                             | 49213    |
| 48  | Женско становништво рођено у ентитету                                                            | 52492    |
| 49  | Становништво рођено у другом ентитету                                                            | 13948    |
| 50  | Мушко становништво рођено у другом ентитету                                                      | 6680     |
| 51  | Женско становништво рођено у другом ентитету                                                     | 7268     |
| 52  | Становништво од 5 година и више резидентно у ентитету у јуну 2005. године                        | 100922   |
| 53  | Мушко становништво старосног доба од 5 година и више, резидентно у ентитету у јуну 2005. године  | 48297    |
| 54  | Женско становништво старосног доба од 5 и више година, резидентно у ентитету у јуну 2005. године | 52625    |
| 55  | Становништво од 5 година и више које је живело у другом ентитету у јуну 2005. године             | 4319     |
| 56  | Мушко становништво старије од 5 година које је живело у другом ентитету у јуну 2005. године      | 2238     |
| 57  | Женско становништво старије од 5 година које је живело у другом ентитету у јуну 2005. године     | 2081     |
| 58  | Становништво од 3 године и више које говори аутохтони језик                                      | 4968     |
| 59  | Мушко становништво старо 3 године и више које говори аутохтони језик                             | 2506     |
| 60  | Женско становништво старо 3 године и више које говори аутохтони језик                            | 2462     |
| 61  | Становништво од 3 године и више које говори аутохтони језик и не говори шпански језик            | 12       |
| 62  | Мушко становништво старо 3 године и више које говори аутохтони језик и не говори шпански         | 7        |
| 63  | Женско становништво старо 3 године и више које говори аутохтони језик и не говори шпански језик  | 5        |
| 64  | Становништво старо 3 године и више које говори аутохтони језик и шпански                         | 4568     |
| 65  | Мушко становништво старо 3 године и више које говори аутохтони језик и шпански                   | 2319     |
| 66  | Женско становништво старо 3 године и више које говори аутохтони језик и шпански                  | 2249     |
| 67  | Становништво од 5 година и више које говори аутохтони језик                                      | 4952     |
| 68  | Становништво од 5 година и више које говори аутохтони језик и не говори шпански језик            | 12       |
| 69  | Становништво од 5 година и више које говори аутохтони језик и говори шпански језик               | 4557     |
| 70  | Становништво у домородачким домаћинствима                                                        | 12316    |
| 71  | Становништво са ограничењима у активностима                                                      | 3747     |
| 72  | Становништво са ограниченим ходањем или кретањем, горе или доле                                  | 1896     |
| 73  | Становници са ограничењима вида, чак и уз кориштење сочива                                       | 1075     |
| 74  | Становништво са ограничењима говора, комуникације или конверзације                               | 391      |
| 75  | Становништво са ограниченим слухом                                                               | 328      |
| 76  | Становништво са ограничењима при одевању, купању или јелу                                        | 150      |
| 77  | Становништво са ограничењима у опажању или учењу једноставних ствари                             | 130      |
| 78  | Становништво са менталним ограничењима                                                           | 419      |
| 79  | Становништво без ограничења активности                                                           | 111735   |
| 80  | Становништво од 3 до 5 година које не похађа школу                                               | 2868     |
| 81  | Мушко становништво од 3 до 5 година које не похађа школу                                         | 1454     |
| 82  | Женско становништво од 3 до 5 година које не похађа школу                                        | 1414     |
| 83  | Становништво од 6 до 11 година које не похађа школу                                              | 369      |
| 84  | Мушко становништво од 6 до 11 година које не похађа школу                                        | 195      |
| 85  | Женско становништво од 6 до 11 година које не похађа школу                                       | 174      |
| 86  | Становништво од 12 до 14 година које не похађа школу                                             | 431      |
| 87  | Мушко становништво од 12 до 14 година које не похађа школу                                       | 214      |
| 88  | Женско становништво од 12 до 14 година које не похађа школу                                      | 217      |
| 89  | Становништво од 15 до 17 година похађа школу                                                     | 5405     |
| 90  | Мушко становништво од 15 до 17 година похађа школу                                               | 2702     |
| 91  | Женско становништво између 15 и 17 година живота у школи                                         | 2703     |
| 92  | Становништво од 18 до 24 године похађа школу                                                     | 4986     |
| 93  | Мушко становништво од 18 до 24 године похађа школу                                               | 2557     |
| 94  | Женско становништво од 18 до 24 године похађа школу                                              | 2429     |
| 95  | Становништво од 8 до 14 година које не може да чита и пише                                       | 404      |
| 96  | Мушко становништво старосног доба од 8 до 14 година које не може да чита и пише                  | 232      |
| 97  | Женско становништво старосног доби од 8 до 14 година које не може да чита и пише                 | 172      |
| 98  | Становништво од 15 година и више које је неписмено                                               | 6287     |
| 99  | Мушко становништво од 15 година и више које је неписмено                                         | 1820     |
| 100 | Женско становништво од 15 година и више које је неписмено                                        | 4467     |
| 101 | Становништво старо 15 и више година без школовања                                                | 7017     |
| 102 | Мушко становништво старо 15 и више година без школовања                                          | 2241     |
| 103 | Женско становништво старо 15 и више година без школовања                                         | 4776     |
| 104 | Становништво старосног доба 15 и више година са непотпуним основним образовањем                  | 10191    |
| 105 | Мушко становништво старосног доба од 15 година и више са непотпуном основним образовањем         | 4224     |
| 106 | Женско становништво старосног доба 15 и више година са непотпуном основним образовањем           | 5967     |
| 107 | Становништво старо 15 и више година са комплетним основним образовањем                           | 13154    |
| 108 | Мушко становништво старо 15 година и више са комплетним основним образовањем                     | 5909     |
| 109 | Женско становништво старо 15 и више година са комплетним основним образовањем                    | 7245     |
| 110 | Становништво старосног доба 15 и више година са непотпуним средњим образовањем                   | 4865     |
| 111 | Мушко становништво старосног доба од 15 година и више са непотпуним средњим образовањем          | 2537     |
| 112 | Женско становништво старосног доба од 15 година и више са непотпуним средњим образовањем         | 2328     |
| 113 | Становништво старо 15 и више година са пуним секундарном образовањем                             | 16819    |
| 114 | Мушко становништво старосног доба од 15 година и више са пуним секундарном образовањем           | 8656     |
| 115 | Женско становништво старосног доба од 15 година и више са пуним секундарном образовањем          | 8163     |
| 116 | Становништво старије од 18 година са постосновним образовањем                                    | 29676    |
| 117 | Мушко становништво старије од 18 година са постосновним образовањем                              | 15272    |
| 118 | Женско становништво старије од 18 година са постосновним образовањем                             | 14404    |
| 119 | Просечна оцена школовања                                                                         | 8.57     |
| 120 | Просечан ниво образовања мушке популације                                                        | 9.05     |
| 121 | Просечан ниво образовања женског становништва                                                    | 8.14     |
| 122 | Економски активно становништво                                                                   | 47744    |
| 123 | Економски активна мушка популација                                                               | 32093    |
| 124 | Економски активна женска популација                                                              | 15651    |
| 125 | Становништво које није економски активно                                                         | 43005    |
| 126 | Мушко становништво које није економски активно                                                   | 11092    |
| 127 | Женско становништво које није економски активно                                                  | 31913    |
| 128 | Запослено становништво                                                                           | 45766    |
| 129 | Запослено мушко становништво                                                                     | 30477    |
| 130 | Запослено женско становништво                                                                    | 15289    |
| 131 | Незапослена популација                                                                           | 1978     |
| 132 | Незапослена мушка популација                                                                     | 1616     |
| 133 | Незапослена женска популација                                                                    | 362      |
| 134 | Становништво без права на здравствене услуге                                                     | 39139    |
| 135 | Становништво које има право на здравствене услуге                                                | 76724    |
| 136 | Становништво које има право на ИМСС                                                              | 38059    |
| 137 | Становништво које има право на социјално осигурање                                               | 4280     |
| 138 | Становништво које има право на државно социјално осигурање                                       | 325      |
| 139 | Становништво које има право на опште осигурање или здравствено осигурање за нову генерацију      | 21183    |
| 140 | Становништво које је било једном или није било у браку током 12 година и више                    | 30934    |
| 141 | Венчано или уједињено становништво од 12 година и више                                           | 50534    |
| 142 | Становништво које је било у браку или уједињено 12 година и више                                 | 9503     |
| 143 | Становништво са католичком религијом                                                             | 72495    |
| 144 | Протестанти, еванђелисти и библијски следбеници различити од еванђелиста                         | 26339    |
| 145 | Становништво са другим религијама различитим од претходних                                       | 59       |
| 146 | Становништво без религије                                                                        | 16228    |
| 147 | Укупно пописаних домаћинства                                                                     | 31237    |
| 148 | Пописна домаћинства на челу са мушкарцима                                                        | 22373    |
| 149 | Пописна домаћинства на челу са женама                                                            | 8864     |
| 150 | Становништво у пописним домаћинствима                                                            | 116101   |
| 151 | Становништво у пописним домаћинствима на челу са мушкарцима                                      | 86271    |
| 152 | Становништво у пописним домаћинствима на челу са женама                                          | 29830    |
| 153 | Укупно домаћинстава                                                                              | 38448    |
| 154 | Укупно насељених домаћинстава                                                                    | 31771    |
| 155 | Укупно приватних кућа                                                                            | 37914    |
| 156 | Насељени приватни домови                                                                         | 31237    |
| 157 | Укупно насељених приватних кућа                                                                  | 31768    |
| 158 | Ненасељене приватне куће                                                                         | 5223     |
| 159 | Појединачна домаћинства за привремену употребу                                                   | 1454     |
| 160 | Становници у насељеним приватним кућама                                                          | 116101   |
| 161 | Насељеност станара у приватним становима                                                         | 3.72     |
| 162 | Просечно становника по соби у приватним насељеним домаћинствима                                  | 1.18     |
| 163 | Појединачна домаћинства са подовима од различитих материјала од земље                            | 29644    |
| 164 | Појединачна домаћинства у приземљу                                                               | 1391     |
| 165 | Појединачна домаћинства са једном спаваћом собом                                                 | 13800    |
| 166 | Појединачна домаћинства са две спаваће собе и више                                               | 17325    |
| 167 | Појединачна домаћинства са једним собом                                                          | 5102     |
| 168 | Појединачна домаћинства са две собе                                                              | 5930     |
| 169 | Појединачна домаћинства са 3 собе и више                                                         | 20064    |
| 170 | Појединачна домаћинства која имају електрично светло                                             | 30649    |
| 171 | Појединачна домаћинства која немају електрично светло                                            | 502      |
| 172 | Појединачна домаћинства која имају водоводну воду у стамбеном простору                           | 20925    |
| 173 | Појединачна домаћинства која немају водоводну воду у стамбеном простору                          | 10154    |
| 174 | Појединачна домаћинства која имају тоалет                                                        | 30563    |
| 175 | Појединачна домаћинства која имају канализацију                                                  | 30431    |
| 176 | Појединачна домаћинства која немају канализацију                                                 | 617      |
| 177 | Појединачна домаћинства која имају електрично светло, довод воде из јавне мреже и канализацију   | 20637    |
| 178 | Појединачна домаћинства без икаквих услова                                                       | 731      |
| 179 | Појединачна домаћинства која имају радио                                                         | 24186    |
| 180 | Појединачна домаћинства која имају телевизор                                                     | 28794    |
| 181 | Појединачна домаћинства која имају фрижидер                                                      | 25617    |
| 182 | Појединачна домаћинства која имају машину за веш                                                 | 20686    |
| 183 | Појединачна домаћинства која имају аутомобил или комби                                           | 8270     |
| 184 | Појединачна домаћинства која имају рачунар                                                       | 7374     |
| 185 | Појединачна домаћинства која имају фиксну телефонску линију                                      | 9011     |
| 186 | Појединачна домаћинства која имају мобилни телефон                                               | 23897    |
| 187 | Појединачна домаћинства која имају приступ интернету                                             | 5271     |